# Курмышка
Курмышка — река в России, протекает в Сергачском и Пильнинском районах Нижегородской области. Устье реки находится в 81 км по левому берегу реки Сура. Длина реки составляет 36 км, площадь бассейна — 145 км².
Исток реки в Сергачском районе у деревни Севастьяновка (Воскресенский сельсовет). Река течёт на северо-восток по безлесой местности, вскоре после истока перетекает в Пильнинский район. Протекает сёла Болобоново и Мальцево, деревню Плетниха (Мальцевский сельсовет); село Деяново и деревню Ульяновка (Деяновский сельсовет). Ниже села Деяново теряет в низменной местности русло, распадаясь на ряд мелиоративных канав. Вновь обретает русло перед крупным селом Курмыш, которое река обтекает с юга, а затем, поворачивая на север, с востока. В селе на реке организована запруда — «озеро Курмышское». Ниже села впадает в Суру.

## Данные водного реестра
По данным государственного водного реестра России относится к Верхневолжскому бассейновому округу, водохозяйственный участок реки — Сура от устья реки Алатырь и до устья, речной подбассейн реки — Сура. Речной бассейн реки — (Верхняя) Волга до Куйбышевского водохранилища (без бассейна Оки).
Код объекта в государственном водном реестре — 08010500412110000040117.